# Золотая женщина (археология)

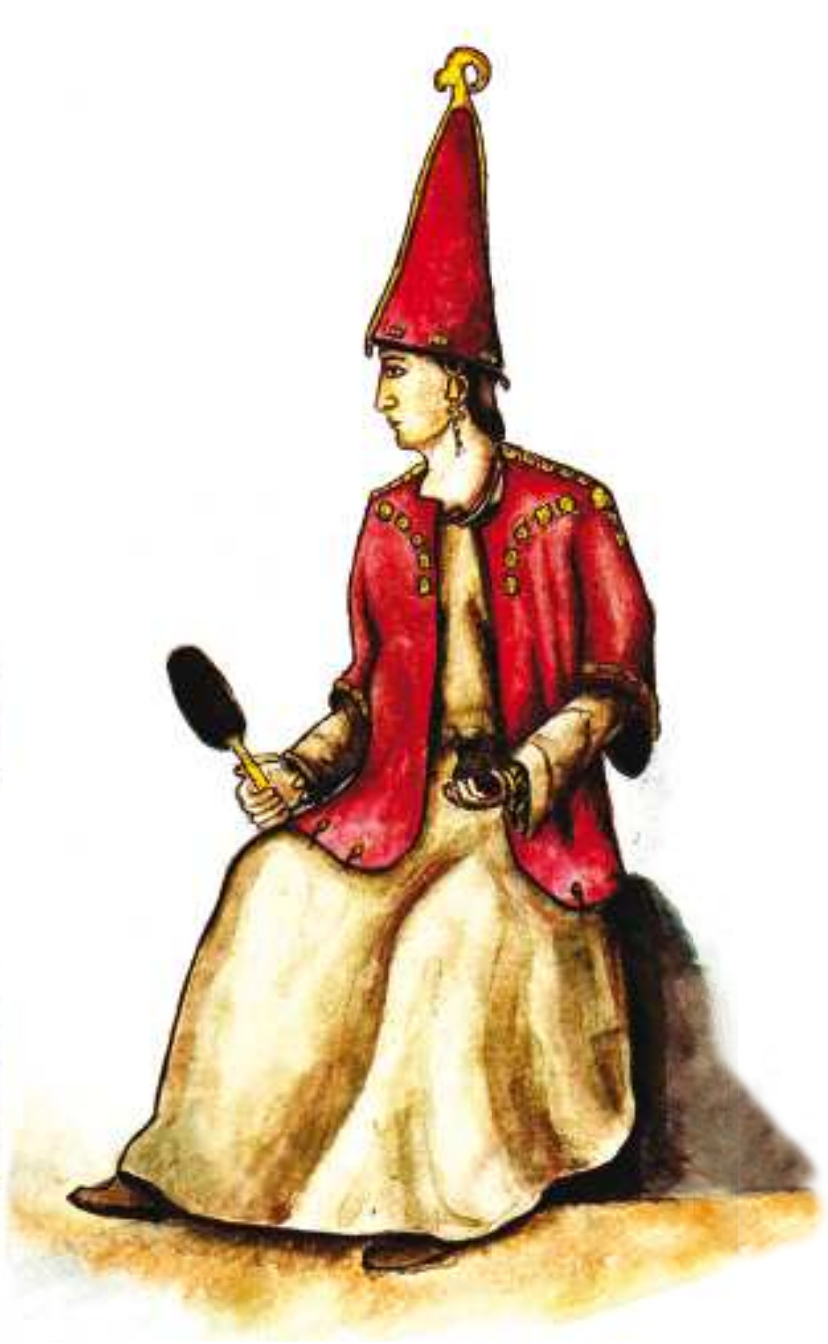
Реконструкция костюма «золотой женщины» из кургана Таксай-1

«Золотая женщина» — название археологической находки, сделанной в 2012 году в могильнике близ села Таксай в Теректинском районе Западно-Казахстанской области. Датируется сарматским периодом (конец V в. до н. э.). Найдено более 80 золотых украшений. Уникальным является гребень, на котором изображена батальная сцена того периода между сарматами и персами.
Реконструкцией костюма «Золотой женщины» занимался реставратор Крым Алтынбеков. На верхнюю часть одежды нашиты золотые бляшки четырёх видов: разной геометрической формы с изображением грифо-баранов, баранов, грифонов и свастиковидные бляшки (солярные). На рукавах платья нашиты подвески из волчьих клыков в золотой оправе. Вместе с «Золотой женщиной» похоронены две стражницы, что говорит о её высоком статусе.